# Зона променистого переносу

Будова Сонця

Зо́на промени́стого перено́су — середня зона Сонця. Розташована безпосередньо над сонячним ядром. Вище зони променистого переносу лежить конвективна зона.
Нижньою межею зони вважають лінію, нижче якої відбуваються ядерні реакції, верхньою — межу, вище якої розпочинається активне перемішування речовини.

## Будова
Водень у зоні променистого переносу має високу теплопровідність, градієнт температури від нижніх шарів до верхніх невеликий. Пряме випромінювання назовні неможливе, оскільки водень непрозорий для випромінювання, що утворюється в реакціях ядерного синтезу.
Крім переносу тепла шляхом теплопровідності, перенесення енергії відбувається здебільшого шляхом послідовного поглинання й випромінювання фотонів.

## Механізм перенесення енергії
Гамма-квант, що виходить із сонячного ядра, поглинається частинкою речовини (атомним ядром чи вільним протоном), після чого збуджена частинка випромінює новий квант світла. Цей фотон має напрямок, що не залежить від напрямку поглинутого фотону і може як потрапити в наступний шар плазми, так і повернутися назад, у нижні шари. Через це проміжок часу, за який багатократно перевипромінений фотон (що початково виник в ядрі) досягає конвективної зони, може становити мільйони років. Для Сонця цей час становить близько 170 тисяч років (у середньому).

## Перетворення випромінювання
Через те, що енергія перевипроміненого фотона зазвичай менша за енергію поглинутого, спектральний склад випромінювання впродовж променистої зони змінюється. На вході в зону випромінювання надзвичайно короткохвильове (гамма-випромінювання), а залишає променисту зону «суміш», що охоплює практично всі довжини хвиль, включаючи і видиме світло.

## Променисті зони зір
Достовірно внутрішня будова зірок невідома, але скоріш за все зорі типу Сонця і менші мають променисте ядро і конвективну атмосферу, зорі з масою понад 1,4 маси Сонця мають конвективне ядро і променисту атмосферу.